# Amolops medogensis
Espèce
Statut de conservation UICN

 EN  : En danger
Amolops medogensis est une espèce d'amphibiens de la famille des Ranidae.

## Répartition
Cette espèce est endémique du Tibet. Elle se rencontre dans le xian de Mêdog. Sa présence est incertaine en Inde dans l'Arunachal Pradesh et en Birmanie.

## Étymologie
Son nom d'espèce, composé de medog et du suffixe latin -ensis, « qui vit dans, qui habite », lui a été donné en référence au lieu de sa découverte, le xian de Mêdog.

## Publication originale
- Zhao, Rao, Lü & Dong, 2005 : Herpetological Surveys of Xizang Autonomous Region 2. Mêdog. Sichuan Journal of Zoology, vol.  2005, no 3, p. 250-253.